# Bitwa pod Princeton
Bitwa pod Princeton – starcie zbrojne, które miało miejsce 3 stycznia 1777 roku w czasie kampanii w New Jersey, podczas amerykańskiej wojny o niepodległość.

## Wstęp

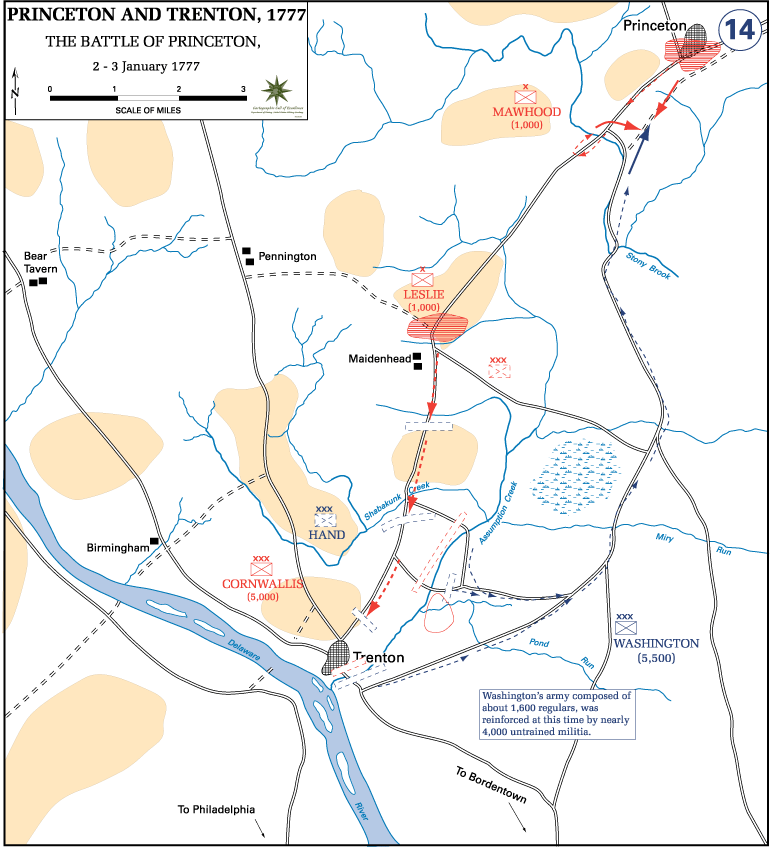
Mapka bitwy pod Princeton

W końcu 1776 George Washington był zmotywowany do uderzenia na brytyjskie pozycje w New Jersey. Zaskoczył przeciwnika 26 grudnia w Trenton i w najbliższych dniach miał zamiar powtórzyć sukces. 30 grudnia ponownie wkroczył przez rzekę Delaware z Pensylwanii na okupowane przez Brytyjczyków obszary New Jersey.
Tymczasem wiadomości o amerykańskim zwycięstwie pod Trenton doszły do brytyjskiego głównodowodzącego – generała Williama Howe. Wysłał on swego najbardziej agresywnego dowódcę – Lorda Charlesa Cornwallisa do Delaware w celu odnalezienia armii Washingtona. Cornwalis połączył się z oddziałami generała Jamesa Granta, który miał mały oddział na tym obszarze. Przybywszy do Princeton 1 stycznia 1777 pozostawił tam oddział osłonowy w sile 1200 ludzi pod dowództwem pułkownika Charlesa Mawhooda, zaś sam ruszył na południe z 5500 żołnierzami. Podczas tego marszu Brytyjczycy napotkali opór ze strony amerykańskich żołnierzy, którzy opóźniali marsz przeciwnika. Amerykanie stopniowo wycofywali się i późnym popołudniem okopali się na brzegach strumienia Assunpink Creek poza Trenton, łącząc się z głównymi siłami Waszyngtona. Kilka brytyjskich prób przekroczenia strumienia zakończyło się niepowodzeniem (tzw. „druga bitwa pod Trenton”), ale doradca Cornwalisa wierzył, że uda się Amerykanów oskrzydlić i zamknąć jak w „pułapce na lisy”.
Podczas nocy aż do wczesnych godzin 3 stycznia, Washington przygotowywał inne mistrzowskie posunięcie. Pozostawił 400 ludzi w obozie, aby palili ogniska i hałasowali tak, jakby przygotowywali obronne prace ziemne. Faktycznie jednak trwała masowa ewakuacja drogą. Siły główne cicho odeszły z obozu, obeszły szeroko śpiące wojska Cornwalisa i ruszyły na północ w kierunku do Princeton. Ruch amerykańskich dział był uciszony poprzez owinięcie kół tkaninami. Zarówno żołnierze jak i artyleria otrzymali pomoc podczas wieczornego manewru, ponieważ silny mróz zamroził gliniaste drogi.

## Przebieg bitwy
O brzasku 3 stycznia pułkownik Mawhood pozostawił mały oddział w Princeton i ruszył na południe by połączyć się z Cornwalisem. Po drodze napotkał on amerykańskie siły pod dowództwem generała Hugh Mercera, który miał nadzieję zajęć most nad Stony Creek i izolować w ten sposób Princeton. Bez żadnej nadziei na zaskoczenie, ludzie Mercera zaczęli szukać schronienia w sąsiednim ogrodzie. Brytyjczycy następowali z nastawionymi bagnetami, sytuacja zaczęła stawać się groźna. Jednak Washington maszerujący na czele głównych sił na Princeton usłyszawszy wymianę ognia zawrócił do bitwy. Dając znakomity przykład odwagi i dowodzenia poprowadził swych ludzi na brytyjskie linie krzycząc do żołnierzy by podążali za nim. Washington pomógł obrócić wynik walki na korzyść Amerykanów.
Ograniczone walki były też w samym Princeton. Generał John Sullivan i jego ludzie ruszyli na mały brytyjski oddział, który znalazł schronienie w Nassau Hall, najważniejszym budynku College of New Jersey (późniejszego Princeton University). Sullivan wycelował swoje działo w ten budynek i jak mówi legenda drugi strzał pozbawił głowy portret Jerzego II. Brytyjscy żołnierze szybko się poddali.
Cornwalis przegapił te wydarzenia. Kiedy został zaalarmowany, że Amerykanie opuścili obóz, przypuszczał, że oni wycofali się na południowy wschód w kierunku rzeki Delaware gdzie staliby się łatwym celem. Później gońcy przywieźli wieści z północy. Siny z wściekłości Cornwalis ruszył natychmiast ze swymi żołnierzami drogą do Princeton, gdzie stanęli przed nieprzyjemnym zadaniem przeprawienia się przez nabrzmiałe i mroźne wody Stony Creek, nad którymi Amerykanie spalili most. Po bitwie Cornwalis podał się do dymisji i odpłynął do Nowego Brunszwiku.

## Bilans bitwy
Bitwa pod Princeton kosztowała Brytyjczyków 60 zabitych, 150 rannych i 214 wziętych do niewoli, podczas gdy straty amerykańskie wyniosły ok. 100 ofiar, w tym zabitego gen. Mercera.
Ponadto przyniosła następujące efekty:
- 1 stycznia 1777 Brytyjczycy kontrolowali New Jersey i byli na pozycjach zagrażających wzięciem Filadelfii. Kilkanaście dni później brytyjska obecność na obszarze New Jersey skurczyła się do małego obszaru w północno-zachodnim krańcu stanu. Miało to wielkie znaczenie dla amerykańskiego morale.
- Doświadczenie bliźniaczych zwycięstw pomogło Waszyngtonowi opracować plan jak walczyć w wojnie najbardziej efektywnie. Główne siły brytyjskich armii miały być zignorowane, ataki miały być skierowane na mniejsze oddziały w odosobniony punktach. Strategia ta miała uniemożliwić Brytyjczykom kontrolę nad szerokim terytorium.
- Wyniki bitew pod Trenton i Princeton zostały odnotowane we Francji – wielkim europejskim rywalu Wielkiej Brytanii. Było to jeszcze za mało, aby udało się wciągnąć Francję do wojny po stronie Amerykanów, ale zachęciło ją do wsparcia rebeliantów dostawami zaopatrzenia i broni.